# Apamea amputatrix
Apamea amputatrix là một loài bướm đêm thuộc họ Noctuidae. Nó được tìm thấy ở hầu hết Bắc Mỹ, phía bắc đến the Arctic.
Sải cánh khoảng 40 mm. Con trưởng thành bay từ tháng 4 đến tháng 10 tùy theo địa điểm.
Ấu trùng ăn a wide range of host plants bao gồm vegetables.